# Dan Șova
Dan Coman Șova (n. 9 aprilie 1973, București) este un om politic român, senator de Olt în legislatura 2008-2012 din partea Partidului Social Democrat, ministru pentru relația cu parlamentul în primul guvern Ponta (6 august 2012-21 decembrie 2012), ministru delegat pentru proiecte de infrastructură în al doilea guvern Ponta (21 decembrie 2012-5 martie 2014), ministru al transporturilor în al treilea guvern Ponta (5 martie 2014-24 iunie 2014).

## Studii
În anul 1995 a absolvit Facultatea de Drept a Universității din București, iar în 2001 a absolvit Facultatea de Istorie din cadrul aceleiași universități. În anul 2005 a obținut titlul de doctor în drept din partea Universității București, cu teza de doctorat intitulată Fiscalitatea aplicabilă societăților comerciale.

## Activitatea politică
- Membru PSD, membru al organizației județene PSD Olt (din februarie 2003 - prezent)
- Președinte interimar organizației orășenești Drăgănești-Olt din PSD (2009 – Aprilie 2010)
- Vicepreședinte al Departamentului de justiție al PSD (februarie 2008 – februarie 2009)
- Președinte al Departamentului de justiție al PSD (martie 2009 – aprilie 2010)
- Președinte al Comisiei naționale de arbitraj și integritate morală a PSD (din iunie 2010)
- Prim-vicepreședinte al organizației județene a PSD Olt (din iulie 2010)

## Activitatea parlamentară
- Senator, membru al Senatului României (legislatura 2008 - 2012)
- Vicepreședinte al grupului senatorial al alianței PSD + PC (decembrie 2008 – septembrie 2010)
- Vicepreședinte al Comisiei pentru afaceri europene a parlamentului României (din decembrie 2008)
- Membru al Comisiei juridice a Senatului României (din decembrie 2008)
- Membru al Comisiei parlamentare de redactare a noului Cod Civil și a noului Cod de Procedură Civilă
- Vicepreședinte al comisiei parlamentare pentru modificarea Constituției României

## Activitatea profesională
- Asistent universitar la Facultatea de Drept a Universității din București (1998 – 2000)
- Preparator universitar la Facultatea de Drept a Universității din București (1996 - 1998)
- Titular al seminarului Proceduri Fiscale,  Institutul Național al Magistraturii (2002 - 2004)

### Activitatea editorială
- Directorul Revistei române de drept al afacerilor, editurile Rosetti și Wolters Kluwer Romania (2002 – 2006)
- Membru în colegiul director al revistei Curierul fiscal editat de editura C. H. Beck (din München) (2009)

### Activitatea profesională juridică
- Avocat; la Baroul București (1995 – prezent)
- Deține casa de avocatură Șova și Asociații[1]
- Clasat anual, începând din 2004, de publicația britanică European Legal Expert, între cei mai valoroși 30 de avocați ai României, într-o enumerare alfabetică, care nu presupune un clasament.
- Practician certificat în domeniul reorganizării judiciare și al falimentului; membru în Uniunea Națională a Practicienilor în Reorganizare și Lichidare din România (2001 – prezent).

## Afirmații publice prin care a susținut ca soldații români nu au participat la pogromul de la Iași
La 5 martie 2012, ca purtător de cuvânt al Partidului Social Democrat (PSD), a făcut unele afirmații într-o emisiune a postului de TV Money Channel prin care a minimalizat existența pogromului din iunie 1941 de la Iași. A afirmat că, în acel pogrom, numai „23-24 de cetățeni români de origine evreiască [...] au fost omorâți de soldații din armata germană” și că „la masacrul de la Iași nu au participat români”. El a mai spus că acest lucru ar fi fost demult lămurit de istorie. De asemenea, Șova a afirmat că „niciun evreu nu a avut de suferit și asta i s-a datorat lui Antonescu”. A sugerat că aceste aserțiuni s-ar întemeia pe date cuprinse într-o carte scrisă de istoricul Teșu Solomovici.
Institutul Național Elie Wiesel pentru studiul Holocaustului din România și-a exprimat indignarea și dezaprobarea față de afirmațiile făcute de Dan Șova. 
În Revista 22, Rodica Palade a arătat că afirmațiile lui Șova se înscriu într-o mai veche linie politică a PSD, prin care se minimaliza și se nega Holocaustul în România.
În consecință, Victor Ponta, liderul partidului, l-a înlocuit din funcția de purtător de cuvânt al PSD și a declarat că Șova „a făcut o mare gafă” și că „punctul de vedere al PSD [...] este în totală contradicție” cu aceste afirmații.
Șova și-a cerut scuze a doua zi, însă a încercat să lase a se înțelege că cele afirmate de el ar fi fost interpretate greșit.

## Procesele de corupție
Pe 17 septembrie 2015 Dan Șova a fost trimis în judecată împreună cu fostul premier Victor Ponta, pentru fapte de corupție, acuzat că, alături de alți inculpați, a primit foloase necuvenite în urma unor acte adiționale asupra unor contracte aflate în desfășurare cu 2 complexuri energetice, provocând o daună de peste 3 milioane lei statului român. Pe 29 decembrie 2023 Înalta Curte de Casație și Justiție l-a achitat definitiv pe Dan Șova în acest dosar.
Pe 26 ianuarie 2016 Dan Șova a fost trimis în judecată de DNA pentru trafic de influență în dosarul CET Govora
Pe 20 iunie 2018 a fost condamnat definitiv de Înalta Curte de Casație și Justiție la o pedeapsă de 3 ani de închisoare cu executare în dosarul CET Govora. După ce a fost ținut în detenție timp de 6 luni fără ca hotărârea din 20 Iunie 2018 să fie motivată, la data de 20 Decembrie 2018, la doar o zi după redactarea motivării hotărârii din 20 iunie 2018, această hotărâre a fost suspendată de către Înalta Curte de Casație și Justiție iar Sova Dan Coman a fost pus în libertate. În februarie 2019, Înalta Curte de Casație și Justiție, a anulat decizia pronunțată la data de 20 iunie 2018. În octombrie 2019 a fost anulată și hotărârea de fond din acest dosar.
Pe 1 martie 2023 Dan Șova a fost condamnat definitiv de Înalta Curte de Casație și Justiție la 3 ani de închisoare cu suspendare în dosarul CET Govora.